# Alyssoides utriculata
La vesicaria maggiore (Alyssoides utriculata (L.) Medik., 1789) è una pianta suffruticosa della famiglia delle Brassicacee. È l'unica specie nel genere Alyssoides Mill.

## Descrizione
Ha un fusto legnoso e ramificato alla base, la cui altezza è di 30–35 cm.

Le foglie sono uninervie e ricoperte di peli su entrambe le pagine e di lunghezza fra i 2 e i 4 cm.

L'infiorescenza è a corimbo, comprende da 10 a 20 fiori. I petali dei fiori sono giallo intenso. La pianta fiorisce da aprile a giugno.

Il frutto è una siliqua, retta da un peduncolo e da un breve stipite, al cui interno si trovano sei semi bruni.

## Distribuzione e habitat
Può ritenersi una specie a diffusione fra rara e molto rara, in quanto è stata reperita in areali frammentati un po' in tutta la penisola:
- Italia settentrionale - Alpi Cozie, Alpi Graie, Appennino Ligure
- Italia centrale - Appennino tosco-emiliano, Appennino centrale
- Italia meridionale - Appennino meridionale fino alla Basilicata

È una specie termofila e xerofila: la si trova fra la collina e le zone subalpine, divenendo sempre più rara al crescere dell'altitudine. È assente in pianura e nelle zone litoranee. Si ritrova spesso su substrati sia calcarei sia ofiolitici con suoli poco sviluppati. È in grado di accumulare metalli, in particolare nickel.
È una specie minacciata dalle attività antropiche, che possono comprometterne l'habitat.